# Verbotene Gegenstände
Als verbotene Gegenstände werden in Deutschland Waffen und Munition bezeichnet, die laut der Anlage 2 des § 2 Abs. 2 bis 4 Waffengesetz (sog. Waffenliste) als „Verboten zum Umgang“ definiert werden.
Dazu gehören unter anderem:
- vollautomatische Schusswaffen (z. B. Maschinenpistolen und Maschinengewehre)
- abgesägte Schrotflinten, kurze Pumpguns und schnell zerlegbare Gewehre
- Präzisionsschleuder (Schleudern mit Armstützen und vergleichbaren Vorrichtungen)
- als andere Gegenstände getarnte Waffen (z. B. Stockdegen, Schießkugelschreiber, Gürtelschnallenmesser)
- Zielbeleuchtung (z. B. Laserpointer, sofern an einer Waffe montiert oder mit Montagevorrichtung versehen)
- Nunchakus
- Schlagringe
- Wurfsterne
- Butterfly-, Fall-, Spring- und Faustmesser
- Molotowcocktails
- nicht zugelassene Reizstoffsprühgeräte und Elektroschockgeräte
- Unterkaliber-Treibspiegelgeschosse
- Leuchtspur- und Hartkerngeschosse
- große Magazine (über 10 Schuss bei Langwaffen, über 20 Schuss bei Kurzwaffen)